# Кішкінське
Кішкі́нське (рос. Кишкинское) — село у складі Махньовського міського округу Свердловської області.
Населення — 394 особи (2010, 475 у 2002).
Національний склад населення станом на 2002 рік: росіяни — 97 %.